# Блокировка SWIFT для российских банков
Блокировка системы SWIFT для российских банков — одна из санкционных мер против России, введенная Евросоюзом и НАТО, направленная на ослабление экономики страны и остановку её вторжения на Украину.

## Предпосылки
По данным Российской национальной ассоциации SWIFT, около 300 банков используют SWIFT в России, при этом более половины российских кредитных организаций представлены в SWIFT. Россия занимает второе место по количеству пользователей после США.
Если бы Россия была отключена от SWIFT, ее межбанковские платежные операции усложнились бы, а торговля товарами и обмен валюты стали бы значительно ограничены, так как оплата была бы возможной только наличными.

## Развитие событий

### 24 февраля
Правительство Украины попросило запретить России использование SWIFT с начала вторжения. Министр иностранных дел Украины Дмитрий Кулеба предложил немедленные «деструктивные санкции» против России, включая её отключение от банковской системы SWIFT, полную изоляцию России во всех форматах, предоставление оружия, техники и оказание гуманитарной помощи. Позже в тот же день Кулеба призвал партнеров Украины разорвать все дипломатические отношения с Россией. Однако другие государства-члены ЕС сопротивлялись, как по причине того, что европейские кредиторы держали 30 миллиардов долларов в виде активов иностранных банков в России, так и потому, что Россия разработала альтернативу — СПФС.

### 25 февраля
Французский министр финансов Брюно Ле Мэр призвал отключить Россию от SWIFT за вторжение на Украину. Ле Мэр назвал запрет SWIFT последним средством и «финансовым ядерным оружием» Канцлер Германии Олаф Шольц заявил, что воздерживается от отключения России, поскольку на российский газ приходится большая доля поставок энергоносителей в Германию и другие части Европы. В то же время Шольц предположил, что такой шаг будет возможен на более позднем этапе. Идею отключения России поддержал и президент США Джо Байден, который заявил, что запрет возможен, хотя «это не та позиция, которую хочет занять остальная Европа».
Позже в тот же день, немецкий федеральный министр финансов Кристиан Линднер вновь заявил, что его страна не возражает против такой санкции. Линднер сказал, что его страна готова отключить Россию от SWIFT, но сначала необходимо просчитать последствия для экономики страны. Министры иностранных дел Прибалтики потребовали запретить России доступ к SWIFT.

### 26 февраля
26 февраля 2022, Кипр, Италия, Венгрия и Германия подтвердили, что не будут блокировать отключение России от SWIFT. Официальные лица США и их коллеги из ЕС изначально рассматривали участие как отдельных банков и организаций, так и всей российской экономики. Соединенные Штаты также ввели другие санкции против России, нацеленные на банковский, технологический и аэрокосмический сектор Москвы.

### 1 марта
Европейский союз, Великобритания, Канада и США согласились удалить из системы обмена сообщениями SWIFT некоторые российские банки: Банк Открытие, Новикомбанк, Промсвязьбанк, Банк Россия, Совкомбанк, ВЭБ и ВТБ. Послы ЕС решили не вводить ограничения в отношении крупнейшего банка страны Сбербанка, который частично принадлежит российскому газовому гиганту «Газпром». Газпромбанк также не попал под санкции.